# بيت الخضر الطمبشي (الوضيع)

تعديل مصدري - تعديل

بيت الخضر الطمبشي هي إحدى قرى عزلة  الوضيع بمديرية الوضيع التابعة لمحافظة أبين، بلغ تعداد سكانها 44 نسمة حسب تعداد اليمن لعام 2004.